# Félix Douay

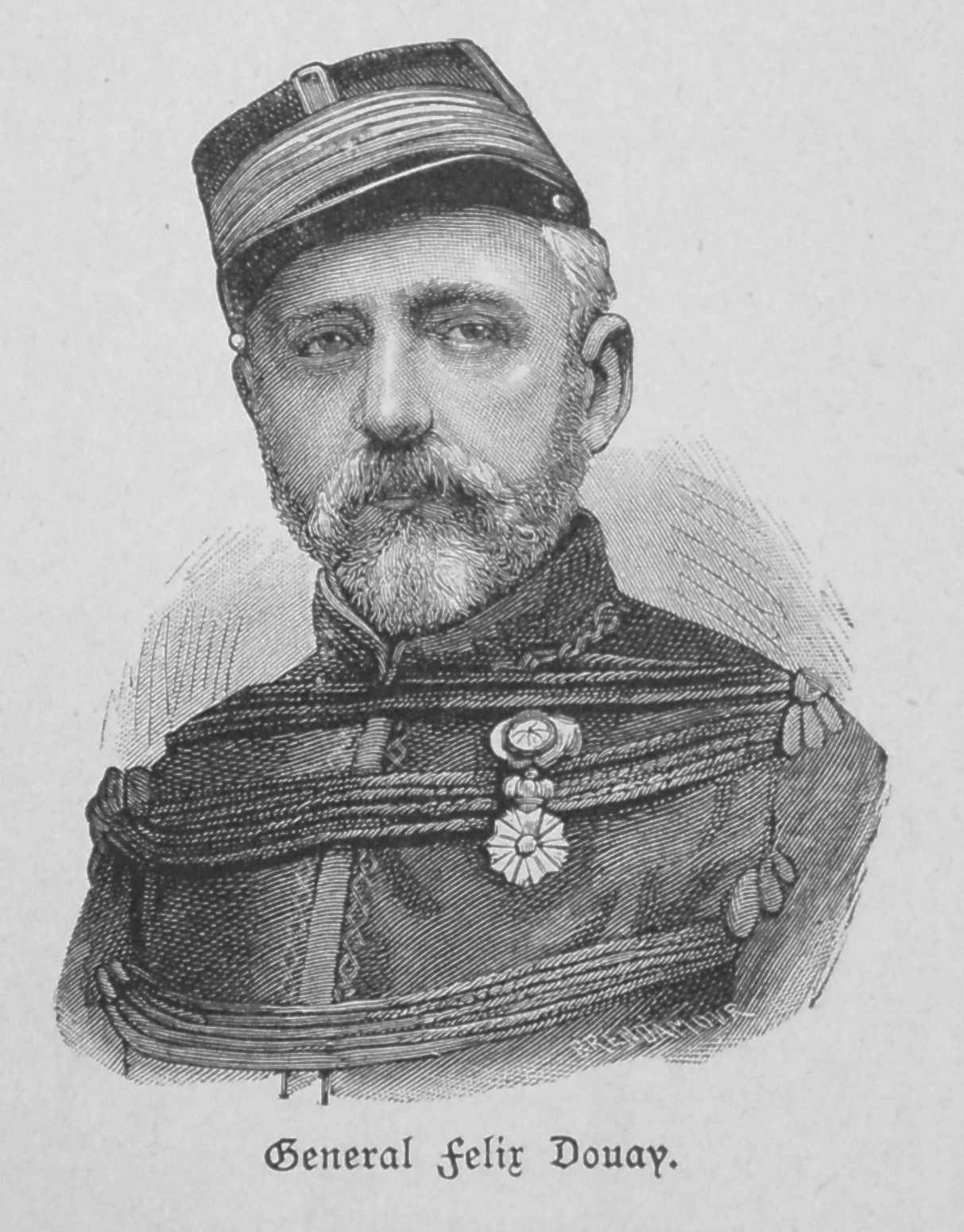
General Felix Douay.

Félix Charles Douay, född 14 augusti 1816, död 4 maj 1879, var en fransk militär. Han var bror till Abel Douay.
Douay tjänstgjorde 1850-53 i Algeriet och utmärkte sig i Krimkriget samt blev som brigadgeneral sårad slaget vid Solferino 1859. Han deltog som divisionsgeneral i kriget mot Mexiko 1862-67 samt erhöll vid krigsutbrottet 1870 befälet över 7:e armékåren. Han tillfångatogs vid Sedan men fick efter återkomsten från fångenskapen befälet över Versaillesarméns fjärde kår 1871, med vilken han framgångsrikt bekämpade kommunen och räddade Louvren. Douay blev 1873 chef för 6:e armékåren och 1879 generalinspektör för armén.